# Карасубазарская мужская гимназия
Карасубазарская мужская гимназия — мужская частная прогимназия, позднее гимназия в городе Карасубазар (ныне Белогорск) Таврической губернии. Действовала с 1909 по 1920 год. 

## История
В 1909 году Карасубазарское мужское уездное училище II разряда было преобразовано в частное мужское среднее учебное заведение с курсом правительственных прогимназий.
Официальное открытие Карасубазарской мужской прогимназии в составе четырёх классов последовало 21 октября 1912 года. Исполняющим обязанности инспектора был назначен Василий Феофанович Трохимович.
На 1914—1915 учебный год в прогимназии обучалось всего 104 ученика. Из казны заведение дотировалось на 4430 рубля, из собственных средств на 17104 рубля. Всего бюджет 21534 рубля. Себестоимость обучения гимназиста составляла 226,7 рубля, плата за обучение 150 рублей.
С 1912 по 1917 год историю и русский язык преподавала Ольга Гавриловна Водолажченко, выпускница Харьковского университета.
В 1916 году Карасубазарская прогимназия была реорганизована в классическую мужскую гимназию (т. н. частные мужские гимназии с правами для учащихся).
При министре Крымского краевого правительства Н. В. Чарыкове министерству просвещения удалось изыскать средства на погашение задолженности за 1917—1918 год в содержании ряда учебных заведений Крыма, в т. ч. и Карасубазарской мужской гимназии.
- Выпускники Карасубазарской мужской гимназии.